# Pląsawica Sydenhama
Pląsawica Sydenhama (pląsawica mała, łac. chorea minor, ang. Sydenham's chorea, St. Vitus Dance – Taniec św. Wita) – choroba wieku dziecięcego, zwykle występująca w związku z infekcją paciorkowcową. Obecnie uważana jest za chorobę autoimmunologiczną, której podłożem jest produkcja krzyżowych przeciwciał reagujących z antygenami neuronów jądra ogoniastego i jądra niskowzgórzowego Luysa. Charakterystyczna jest dla obrazu gorączki reumatycznej i stanowi kryterium większe (według Jonesa) tej choroby. Jako pierwszy opisał ją w literaturze medycznej angielski lekarz Thomas Sydenham w XVII wieku.

## Objawy i przebieg
Początek choroby jest skryty i powolny. Występują ruchy pląsawicze, zaburzenia emocjonalne, natręctwa, przymus aktywności ruchowej i nadpobudliwość. Ruchy pląsawicze pojawiają się stosunkowo później niż reszta objawów. Choroba ustępuje samoistnie w ciągu kilku miesięcy, aczkolwiek może nawracać. 

## Leczenie
Leczenie polega na leczeniu przyczyny – gorączki reumatycznej. Wspomagająco stosowane są leki uspokajające i wzmacniające. Rokowanie zazwyczaj jest dobre.